# مورا، استرالیای غربی
مورا (به انگلیسی: Moora) یک شهرک در استرالیا است که در استرالیای غربی واقع شده‌است.